# Алеп (покрајина)
Алеп (арап. محافظة حلب - Muḥāfaẓat Ḥalab) је покрајина на сјеверу Сирије. Покрајина се на западу граничи са покрајином Идлиб, на југу са покрајином Хама, на истоку покрајином Рака, док се на сјеверу налази државна граница са Турском. Административно сједиште покрајине је град Алеп.
Други већи градови су Манбиџ, Сафира, Баб, Кобани, Африн, Азаз, Дајр Хафир, Џераблус и Атабир.
Већину становништва чине Арапи, док су по бројности значајни Туркмени и Курди који се већином налазе у сјеверним окрузима.

## Окрузи покрајине
Окрузи носе имена по својим својим административним сједиштима, а покрајина Алеп их има 12 и то су:
- Азаз
- Ајн ел Араб
- Алеп
- Атабир
- Африн
- Баб
- Дајр Хафир
- Манбиџ
- Сафира
- Џераблус
- Јужна Планина Симеон
- Сјеверна Планина Симеон